# Monte Nívea
El Monte Nívea es una montaña coronada de nieve de 1265 metros sobre el nivel del mar a la cabeza del Glaciar Sunshine en la isla Coronación, en las islas Orcadas del Sur, siendo la máxima elevación de las islas. Una serie de torres de roca se encuentran en el lado noroeste. Encuestados por el British Antarctic Survey 1948-49, recibió su nombre por el petrel de las nieves (Pagodroma nivea) que se reproduce en esta área. En septiembre de 1956 ocurre la primera ascensión hecha por un grupo de británicos. El cercano monte Noble de 1165 m s. n. m. en la misma isla, es la segunda mayor altura.